# 美路史拿域·薩利奇
美路史拿域·薩利奇（1986年2月7日—），生於克羅地亞薩格勒布，克羅地亞足球運動員，司職進攻中場，現時效力斯洛文尼亞乙組聯賽球會卡爾卡。

## 球員生涯
美路史拿域生於克羅地亞薩格勒布，於8歲便加入當地著名球會薩格勒布戴拿模的足球學校，直到18歲開始一直在克羅地亞踢職業聯賽，亦曾入選克羅地亞小國腳。
2012年，他首次外流，來港加盟甲組球會標準流浪，並以6個入球成為球隊第二神射手。留港僅半季，美路史拿域已深受球迷所喜愛，在2013年2月的賀歲盃選舉中以五千多票高票入選香港聯賽選手隊，近6年首次參與國際賽事。
2014年8月，他轉會到港超聯球隊東方，並於2015年1月18日以3–2擊敗傑志的高級組銀牌決賽梅開二度，更當選為決賽最有價值球員。2月28日，他再當選港超聯1月最有價值球員。
2016年1月，美路史拿域因重傷返回家鄉養傷，養傷期間他雙腿的筋腱組織老化，在回國後他亦他花費不少金錢尋求名醫，傷瘉後，美路史拿域於2016年4月外借到夢想駿其，但再因傷一直未有落場。
直到2016年7月，美路史拿域回歸東方龍獅，並於8月26日以1–0小勝和富大埔的首場聯賽取得傷瘉復出後的首個入球，到季尾離港加盟斯洛文尼亞乙組聯賽球會卡爾卡。

## 個人生活
美路史拿域最初是學習冰上曲棍球，不過他被教練認為不夠強壯才轉踢足球。
他曾與克羅地亞球星莫迪歷及文迪蘇傑當隊友。
雖然克羅地亞與香港的的生活節奏很不同，但美路史拿域很快便適應香港坐地鐵、吃在茶餐廳及隨着隊友說廣東話，他與隊友特別投緣不時相約李志豪、梁子駿及李康廉等東方隊友打桌球。

## 榮譽
東方龍獅
- 香港足總盃亞軍（2014–15季度）
- 香港高級組銀牌冠軍（2014–15、2015–16季度）
- 香港超級聯賽冠軍（2015–16季度）
- 香港社區盃冠軍（2016年）
- 香港高級組銀牌亞軍（2016–17季度）
- 季後附加賽冠軍（2016–17季度）

個人
- 香港高級組銀牌決賽 最有價值球員（2014–15季度）
- 香港超級聯賽 1月最有價值球員（2014–15季度）

## 外部連結
- 香港足球總會網頁球員註冊資料 （页面存档备份，存于）